# Meskerem Legesse
Meskerem Legesse, née le 28 septembre 1986 en Éthiopie et décédée le 15 juillet 2013 à Hamden au Connecticut aux États-Unis, est une coureuse éthiopienne. Elle a participé au 1 500 mètres aux Jeux olympiques d'été de 2004. En tant qu'athlète professionnelle, elle a participé à de nombreux événements aux États-Unis.

## Carrière
Le 14 février 2004, elle a battu le record du monde junior au 800 mètres intérieur avec un temps de 2 min 01 s 03 à Fayetteville en Arkansas aux États-Unis.
Elle a participé au 1 500 mètres aux Jeux olympiques d'été de 2004 à Athènes en Grèce. Elle s'est classée douzième, avec un temps de 4:18.03, à la première ronde, ne se classifiant pas pour la ronde des médailles.
Le 15 juillet 2013, elle s'évanouit dans un restaurant de Hamden dans le Connecticut alors qu'elle est enceinte de huit mois. Les secours sont dans l'impossibilité de la sauver.